# Nico Braun
Nico Braun (Lussemburgo, 26 ottobre 1950) è un ex calciatore lussemburghese, di ruolo attaccante.
Con 112 gol (di cui 96 in Ligue 1) è il miglior realizzatore nella storia del Metz.

## Biografia
Anche suo figlio Gordon è stato un calciatore.

## Statistiche

### Cronologia presenze e reti in Nazionale
| Cronologia completa delle presenze e delle reti in nazionale ― Lussemburgo | Cronologia completa delle presenze e delle reti in nazionale ― Lussemburgo | Cronologia completa delle presenze e delle reti in nazionale ― Lussemburgo | Cronologia completa delle presenze e delle reti in nazionale ― Lussemburgo | Cronologia completa delle presenze e delle reti in nazionale ― Lussemburgo | Cronologia completa delle presenze e delle reti in nazionale ― Lussemburgo | Cronologia completa delle presenze e delle reti in nazionale ― Lussemburgo | Cronologia completa delle presenze e delle reti in nazionale ― Lussemburgo |
| Data                                                                       | Città                                                                      | In casa                                                                    | Risultato                                                                  | Ospiti                                                                     | Competizione                                                               | Reti                                                                       | Note                                                                       |
| -------------------------------------------------------------------------- | -------------------------------------------------------------------------- | -------------------------------------------------------------------------- | -------------------------------------------------------------------------- | -------------------------------------------------------------------------- | -------------------------------------------------------------------------- | -------------------------------------------------------------------------- | -------------------------------------------------------------------------- |
| 16-4-1970                                                                  | Parigi                                                                     | Francia                                                                    | 3 – 1                                                                      | Lussemburgo                                                                | Amichevole                                                                 | 1                                                                          |                                                                            |
| 14-10-1970                                                                 | Lussemburgo                                                                | Lussemburgo                                                                | 0 – 2                                                                      | Jugoslavia                                                                 | Qual. Euro 1972                                                            | -                                                                          |                                                                            |
| 15-11-1970                                                                 | Lussemburgo                                                                | Lussemburgo                                                                | 0 – 5                                                                      | Germania Est                                                               | Qual. Euro 1972                                                            | -                                                                          |                                                                            |
| 24-2-1971                                                                  | Rotterdam                                                                  | Paesi Bassi                                                                | 6 – 0                                                                      | Lussemburgo                                                                | Qual. Euro 1972                                                            | -                                                                          |                                                                            |
| 3-3-1971                                                                   | Lussemburgo                                                                | Lussemburgo                                                                | 4 – 2                                                                      | Germania Ovest                                                             | Amichevole                                                                 | -                                                                          |                                                                            |
| 4-4-1971                                                                   | Esch-sur-Alzette                                                           | Lussemburgo                                                                | 1 – 0                                                                      | Austria                                                                    | Qual. Olimpiadi 1972                                                       | -                                                                          |                                                                            |
| 24-4-1971                                                                  | Gera                                                                       | Germania Est                                                               | 2 – 1                                                                      | Lussemburgo                                                                | Qual. Euro 1972                                                            | -                                                                          |                                                                            |
| 5-5-1971                                                                   | Grieskirchen                                                               | Austria                                                                    | 3 – 2                                                                      | Lussemburgo                                                                | Qual. Olimpiadi 1972                                                       | -                                                                          |                                                                            |
| 20-5-1971                                                                  | Lussemburgo                                                                | Lussemburgo                                                                | 0 – 4                                                                      | Belgio                                                                     | Amichevole                                                                 | -                                                                          |                                                                            |
| 30-5-1971                                                                  | Marburg an der Lahn                                                        | Austria                                                                    | 2 – 0                                                                      | Lussemburgo                                                                | Qual. Olimpiadi 1972                                                       | -                                                                          |                                                                            |
| 10-10-1971                                                                 | Esch-sur-Alzette                                                           | Lussemburgo                                                                | 1 – 0                                                                      | Francia                                                                    | Amichevole                                                                 | -                                                                          |                                                                            |
| 27-10-1971                                                                 | Podgorica                                                                  | Jugoslavia                                                                 | 0 – 0                                                                      | Lussemburgo                                                                | Qual. Euro 1972                                                            | -                                                                          |                                                                            |
| 7-11-1971                                                                  | Verviers                                                                   | Belgio                                                                     | 1 – 0                                                                      | Lussemburgo                                                                | Amichevole                                                                 | -                                                                          |                                                                            |
| 17-11-1971                                                                 | Eindhoven                                                                  | Paesi Bassi                                                                | 8 – 0                                                                      | Lussemburgo                                                                | Qual. Euro 1972                                                            | -                                                                          |                                                                            |
| 11-2-1972                                                                  | Aquisgrana                                                                 | Germania Ovest                                                             | 2 – 2                                                                      | Lussemburgo                                                                | Amichevole                                                                 | -                                                                          |                                                                            |
| 26-4-1972                                                                  | Plzeň                                                                      | Rep. Ceca                                                                  | 6 – 0                                                                      | Lussemburgo                                                                | Amichevole                                                                 | -                                                                          |                                                                            |
| 22-10-1972                                                                 | Esch-sur-Alzette                                                           | Lussemburgo                                                                | 2 – 0                                                                      | Turchia                                                                    | Qual. Mondiali 1974                                                        | 1                                                                          |                                                                            |
| 31-3-1973                                                                  | Genova                                                                     | Italia                                                                     | 5 – 0                                                                      | Lussemburgo                                                                | Qual. Mondiali 1974                                                        | -                                                                          |                                                                            |
| 8-4-1973                                                                   | Lussemburgo                                                                | Lussemburgo                                                                | 0 – 1                                                                      | Svizzera                                                                   | Qual. Mondiali 1974                                                        | -                                                                          |                                                                            |
| 26-9-1973                                                                  | Lucerna                                                                    | Svizzera                                                                   | 1 – 0                                                                      | Lussemburgo                                                                | Qual. Mondiali 1974                                                        | -                                                                          |                                                                            |
| 4-11-1973                                                                  | Lussemburgo                                                                | Lussemburgo                                                                | 4 – 3                                                                      | Norvegia                                                                   | Amichevole                                                                 | -                                                                          |                                                                            |
| 24-3-1974                                                                  | Esch-sur-Alzette                                                           | Lussemburgo                                                                | 1 – 3                                                                      | Francia                                                                    | Amichevole                                                                 | 1                                                                          |                                                                            |
| 3-9-1974                                                                   | Lussemburgo                                                                | Lussemburgo                                                                | 0 – 5                                                                      | Germania Ovest                                                             | Amichevole                                                                 | -                                                                          |                                                                            |
| 13-10-1974                                                                 | Lussemburgo                                                                | Lussemburgo                                                                | 2 – 4                                                                      | Ungheria                                                                   | Qual. Euro 1976                                                            | -                                                                          |                                                                            |
| 16-3-1975                                                                  | Lussemburgo                                                                | Lussemburgo                                                                | 1 – 2                                                                      | Austria                                                                    | Qual. Euro 1976                                                            | 1                                                                          |                                                                            |
| 1-5-1975                                                                   | Lussemburgo                                                                | Lussemburgo                                                                | 1 – 3                                                                      | Galles                                                                     | Qual. Euro 1976                                                            | -                                                                          |                                                                            |
| 15-10-1975                                                                 | Vienna                                                                     | Austria                                                                    | 6 – 2                                                                      | Lussemburgo                                                                | Qual. Euro 1976                                                            | 1                                                                          |                                                                            |
| 19-10-1975                                                                 | Szombathely                                                                | Ungheria                                                                   | 8 – 1                                                                      | Lussemburgo                                                                | Qual. Euro 1976                                                            | -                                                                          |                                                                            |
| 24-4-1976                                                                  | Lier                                                                       | Belgio                                                                     | 2 – 0                                                                      | Lussemburgo                                                                | Amichevole                                                                 | -                                                                          |                                                                            |
| 21-8-1976                                                                  | Reykjavík                                                                  | Islanda                                                                    | 3 – 1                                                                      | Lussemburgo                                                                | Amichevole                                                                 | 1                                                                          |                                                                            |
| 22-9-1976                                                                  | Helsinki                                                                   | Finlandia                                                                  | 7 – 1                                                                      | Lussemburgo                                                                | Qual. Mondiali 1978                                                        | -                                                                          |                                                                            |
| 16-10-1976                                                                 | Lussemburgo                                                                | Lussemburgo                                                                | 1 – 4                                                                      | Italia                                                                     | Qual. Mondiali 1978                                                        | 1                                                                          |                                                                            |
| 30-3-1977                                                                  | Londra                                                                     | Inghilterra                                                                | 5 – 0                                                                      | Lussemburgo                                                                | Qual. Mondiali 1978                                                        | -                                                                          |                                                                            |
| 24-4-1977                                                                  | Sion                                                                       | Svizzera                                                                   | 3 – 0                                                                      | Lussemburgo                                                                | Amichevole                                                                 | -                                                                          |                                                                            |
| 26-5-1977                                                                  | Lussemburgo                                                                | Lussemburgo                                                                | 0 – 1                                                                      | Finlandia                                                                  | Qual. Mondiali 1978                                                        | -                                                                          |                                                                            |
| 12-10-1977                                                                 | Lussemburgo                                                                | Lussemburgo                                                                | 0 – 2                                                                      | Inghilterra                                                                | Qual. Mondiali 1978                                                        | -                                                                          |                                                                            |
| 16-10-1979                                                                 | Coblenza                                                                   | Germania Ovest                                                             | 9 – 0                                                                      | Lussemburgo                                                                | Amichevole                                                                 | -                                                                          |                                                                            |
| 23-10-1979                                                                 | Esch-sur-Alzette                                                           | Lussemburgo                                                                | 1 – 1                                                                      | Svezia                                                                     | Qual. Euro 1980                                                            | 1                                                                          |                                                                            |
| 24-11-1979                                                                 | Praga                                                                      | Rep. Ceca                                                                  | 4 – 0                                                                      | Lussemburgo                                                                | Qual. Euro 1980                                                            | -                                                                          |                                                                            |
| 26-3-1980                                                                  | Esch-sur-Alzette                                                           | Lussemburgo                                                                | 0 – 1                                                                      | Uruguay                                                                    | Amichevole                                                                 | -                                                                          |                                                                            |
| Totale                                                                     |                                                                            | Presenze                                                                   | 40                                                                         |                                                                            | Reti                                                                       | 9                                                                          |                                                                            |